# 中子發射
中子發射是原子排除多餘中子的一種放射性衰變的形式，只是很單純的將中子從核中拋出。同位素氦-5和鈹-13是中子發射的兩個例子，但是氦-5的衰變也可以是α衰變（由定義看）。
許多重的同位素，最著名的是鉲-252，可以經由不同的放射性衰變過程，一種自發性分裂，放射出中子。

## 特性
由於在這個過程中只有一個中子被失去了，原子不獲得或失去任何質子。這意味著，原子不會成為不同元素的原子。取而代之的是，原子將成為原来元素的一個新的同位素，例如，在發射的其9個中子里的一個中子之後，鈹-13成為鈹-12。
中子在核分裂的過程中會被吸收，也會被發射，核連鎖反應就是中子的傳播引起的。